# Hegemonie
Unter Hegemonie versteht man die zugerechnete oder eingenommene Führungsrolle oder Priorität einer gesellschaftlichen Institution (eines Staates, einer Organisation) oder eines ähnlichen Akteurs in politischen, militärischen, wirtschaftlichen, sozialen, religiösen oder kulturellen Angelegenheiten.
Gegenüber einem Hegemonen, dem Machthaber in der Hegemonie bzw. (im antiken Griechenland) dem Anführer eines Bundes, haben andere Akteure in einem sozialen System nur eingeschränkte Möglichkeiten, ihre eigenen Vorstellungen und Interessen praktisch durchzusetzen. Die theoretische/juristische Möglichkeit dazu mag zwar gegeben sein, doch die Umsetzung kann an den Einflussmöglichkeiten und der Übermacht des Hegemons scheitern.
Das dem Substantiv Hegemonie zugehörige Adjektiv heißt hegemonisch oder hegemonial, dessen Gegenteil antihegemonial.

## Begriffsherkunft
Als fachsprachlicher Begriff für „Vorherrschaft, Vormachtstellung“ ist Hegemonie um 1800 entlehnt worden aus altgriechisch ἡγεμονία hēgemonía („Heerführung, Oberbefehl, Oberherrschaft, Hegemonie“). Dieses ist eine Ableitung von ἡγεμών hēgemṓn („Führer, Anführer“), welches selbst ein Nomen Agentis zum Verb ἡγεῖσθαι hēgeĩsthai („vorangehen, führen, anführen“) ist. Die Begriffsentlehnung geht auf das attische Griechisch zurück, da im dorischen Griechisch von ἁγεμών hagemṓn (vgl. den Eigennamen Agemon), im äiolischen Griechisch von ἀγίμων agímōn die Rede ist. Hegumen (oder Hegumenos) ist die Bezeichnung für den Vorsteher eines orthodoxen Klosters.

## In internationalen Beziehungen

Hegemonie von Theben (Böotien) von 371 bis 362 in der Antike

In der Geschichte finden sich viele Beispiele von hegemonialen Herrschaftsstrukturen, in der Antike beispielsweise Athen und Sparta, Makedonien unter Philipp II. und das Römische Reich. Aktuell wird besonders die Supermacht USA mit diesem Begriff, im Sinne einer weltpolitischen Vormachtrolle, bezeichnet.
Die politische Theorie des Neorealismus erklärt die Entstehung von Hegemonien aus der Existenz verschiedener Fähigkeiten unterschiedlicher Staaten und einer Vormachtstellung in ebendiesen. So kann es durch Hegemone zu einer Machthierarchie des internationalen Systems kommen; gleichwohl ist diese Hierarchie prekär und der Kritik Dritter ausgesetzt. Diese Instabilität wird mit dem Streben der Einzelstaaten nach relative gains (in etwa ausgeglichene Verhältnisse) begründet, wonach die Tendenz zur Entstehung eines Machtgleichgewichts dazu führt, dass sich langfristig ein Gegenpol zu der bestehenden Hegemonie bildet. Die stabilste Konstellation ist laut dem Neorealismus das bipolare System. Diesen Gedanken formulierte der Völkerrechtslehrer Heinrich Triepel bereits 1938, wobei er von Dualismus sprach.
Da wesentliche Beiträge zur Theorie des Neorealismus von US-amerikanischen Wissenschaftlern und Historikern erarbeitet wurden, wird dieser Theorie auch eine implizite, bisweilen auch explizite Affirmation westlicher, aber vor allem amerikanischer Hegemonie unterstellt. Dieser Behauptung entspricht beispielsweise die Diskussion um einen etwaigen Verfall US-amerikanischer Vormachtstellung zu Beginn der 1970er Jahre, die in der Begründung der Hegemonic Stability Theory durch Charles P. Kindleberger u. a. mündete und aus der eine Neuausrichtung der US-Außenpolitik folgte. Hegemonie wird dabei positiv gedeutet, da die Vormachtstellung eines Staates kollektive Güter wie Sicherheit und Wohlstand garantieren könne; freilich hat dies die Unterordnung dritter Staaten zur Folge. Im Sinne einer reformulierten Hegemonietheorie fordern Theoretiker wie Robert O. Keohane und Joseph Nye eine stärker auf Kooperation und Konsens, denn auf Zwang gegründete Außenpolitik, um Anerkennung innerhalb des internationalen Systems behaupten zu können; ihnen zufolge ist das politische Kapital symbolischer Politik (sog. Soft Power) ein nicht gering zu schätzender Faktor im Wettstreit konkurrierender Weltordnungsvorstellungen (vgl. Interdependenztheorie).
Die politische Umsetzung der Hegemonialtheorie vollzieht sich am Anfang der 2020er Jahre vor dem Hintergrund eines vorwiegend konfrontativen außen- und militärpolitischen „America First“-Kurses der US-Administration. Das zeigt sich auch beim Ringen um das letzte noch funktionierende russisch-amerikanische Vertragswerk zur Reduzierung strategischer Nuklearwaffen New START, zum Beispiel im US-Compliance Report 2020. Selbst unter veränderten geopolitischen Kräftekonstellationen und neuesten militärisch nutzbaren Technologie-Entwicklungen tritt ein hegemonialer amerikanischer Politikstil deutlich hervor: Auf Russlands Argumente und Verweise zu konkretem vertragsverletzenden amerikanischem Verhalten gehen die Vereinigten Staaten nicht ein. Nach eigenem imperialen bzw. hegemonialen Wertmaßstab werden zwar (sicherheits-)politische Beurteilungen über die globalen Vertragspartner abgegeben, aber deren ökonomische Defensivposition und konventionelle militärpolitische Unterlegenheit ausgeblendet.

## In der Zivilgesellschaft
In theoretischer Auseinandersetzung mit Politik und Theorien des Leninismus, Stalinismus und italienischen Faschismus erarbeitete Antonio Gramsci in den 1920er und 1930er Jahren, vor allem in seinen Gefängnisheften, eine marxistische Theorie des facettenreichen Verhältnisses von politischer Macht und Hegemonie. Mit Hegemonie wird im Anschluss an Gramsci „ein Typus von Herrschaft benannt, der im Wesentlichen auf der Fähigkeit basiert, eigene Interessen als gesellschaftliche Allgemeininteressen zu definieren und durchzusetzen“.
Die Orte der Auseinandersetzungen um Hegemonie bezeichnete Gramsci als Zivilgesellschaft. Seine Überlegungen zur Übersetzung weltanschaulicher Auffassungen in den „gesunden Menschenverstand“, zum Verhältnis von traditionell agierenden Intellektuellen und Parteien als „kollektiven Intellektuellen“ und ähnlichem ergeben ein Konzept eines widerständischen und demokratischen Kampfes um „kulturelle Hegemonie“. Ihr Gewinn schafft nach Gramsci erst die Möglichkeit von politischer Herrschaft, ihr Verlust untergräbt die herrschende Macht. Dabei reicht die kulturelle Hegemonie nach Gramsci bis in Formen der Alltagskultur und der Folklore, in den Aberglauben und ähnliches hinein. Die faschistischen Diktatoren haben sich hierbei einer Zustimmungskultur bedient, bei der sie sich vor allem auch des Sports (Brot und Spiele) bedient haben.
Für Gramsci ist Hegemonie damit eine spezifische Art und Weise der gesellschaftlichen Ausübung von Macht.
Aus der Richtung des Poststrukturalismus hat sich in den letzten Jahren eine u. a. auf Gramsci aufbauende diskursanalytische Hegemonietheorie entwickelt, die maßgeblich von Ernesto Laclau und Chantal Mouffe ausgearbeitet wurde. Die beiden entfernen sich hierbei von den klassentheoretischen Annahmen des Hegemoniebegriffs bei Gramsci, stattdessen wird Hegemonie als „Grundprinzip sozialer Interaktion gedeutet.“ Hegemonie ist hier zu einem grundlegenden Mechanismus für die Entstehung von Identität und der Konstruktion von Bedeutung geworden. Benjamin Opratko spricht deshalb von der erfolgten Ontologisierung des Hegemoniekonzeptes.
Raewyn Connell hat den Begriff „hegemoniale Männlichkeit“ in die Männerforschung eingeführt.